# Aura (Finlandia)
Aura es un municipio de Finlandia. El nombre deriva del río Aura y aura en finés significa arado que recuerda a la forma de la municipalidad. El municipio fue creado en 1917 a partir de partes de Lieto y Pöytyä.
Forma parte de la región Varsinais-Suomi. El municipio tiene una población de 3980 (31 de marzo de 2016) y cubre un área de 95,57 km² de los que 0,59 son agua. La densidad de población es de 41.9 habitantes por kilómetro cuadrado.
El municipio es finés-parlante.